# عملة ربع نسر

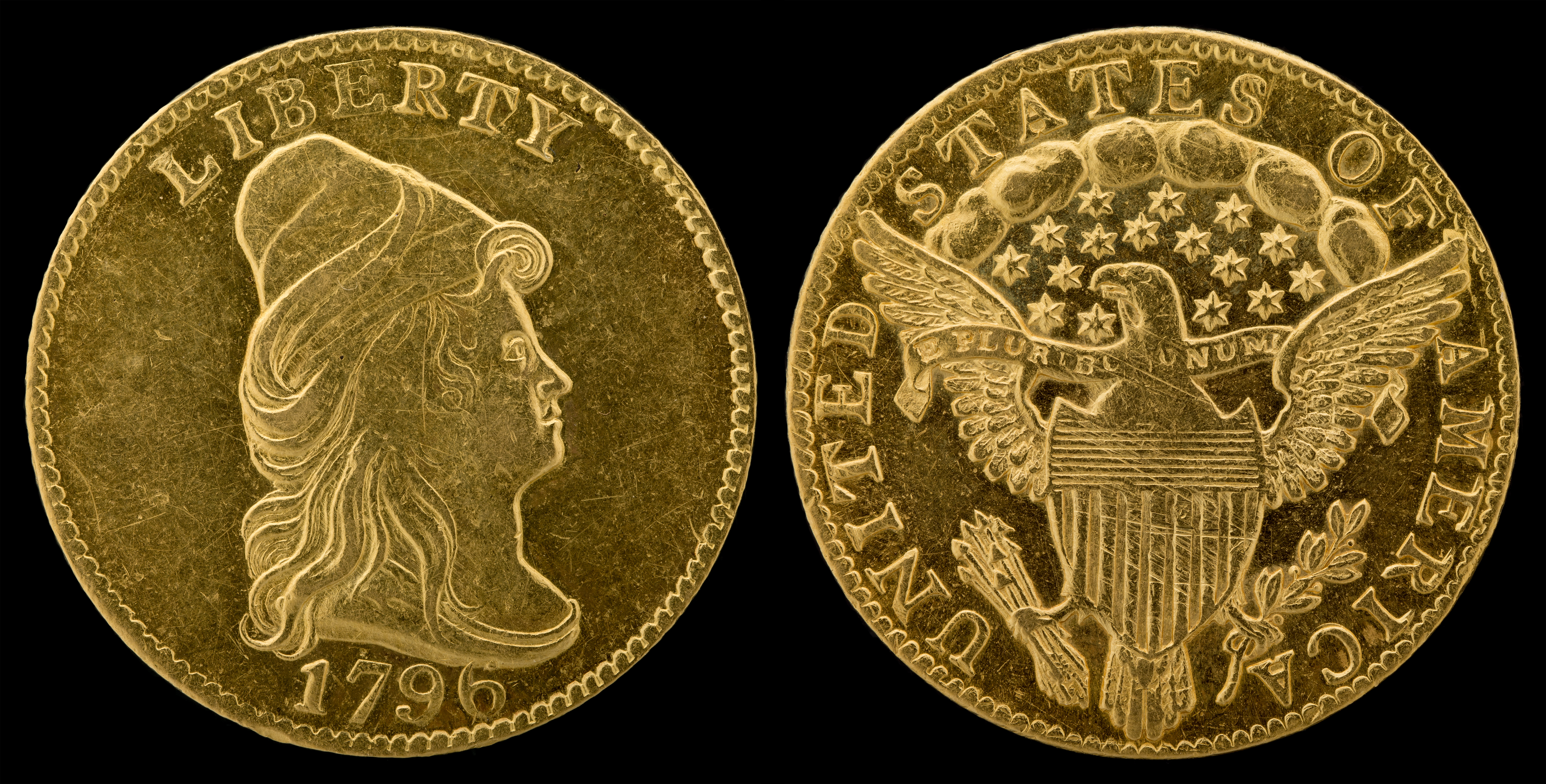
1796 "رأس عمامة" أو "تمثال نصفي متوج" ربع نسر (بدون نجوم)

ربع نسر هي عملة ذهبية أصدرتها الولايات المتحدة بقيمة مائتين وخمسين سنتًا أو دولارين وخمسين سنتًا. سميت في قانون العملة لعام 1792 باعتبارها مشتقة من عملة النسر الأمريكية بقيمة عشرة دولارات.

## التاريخ

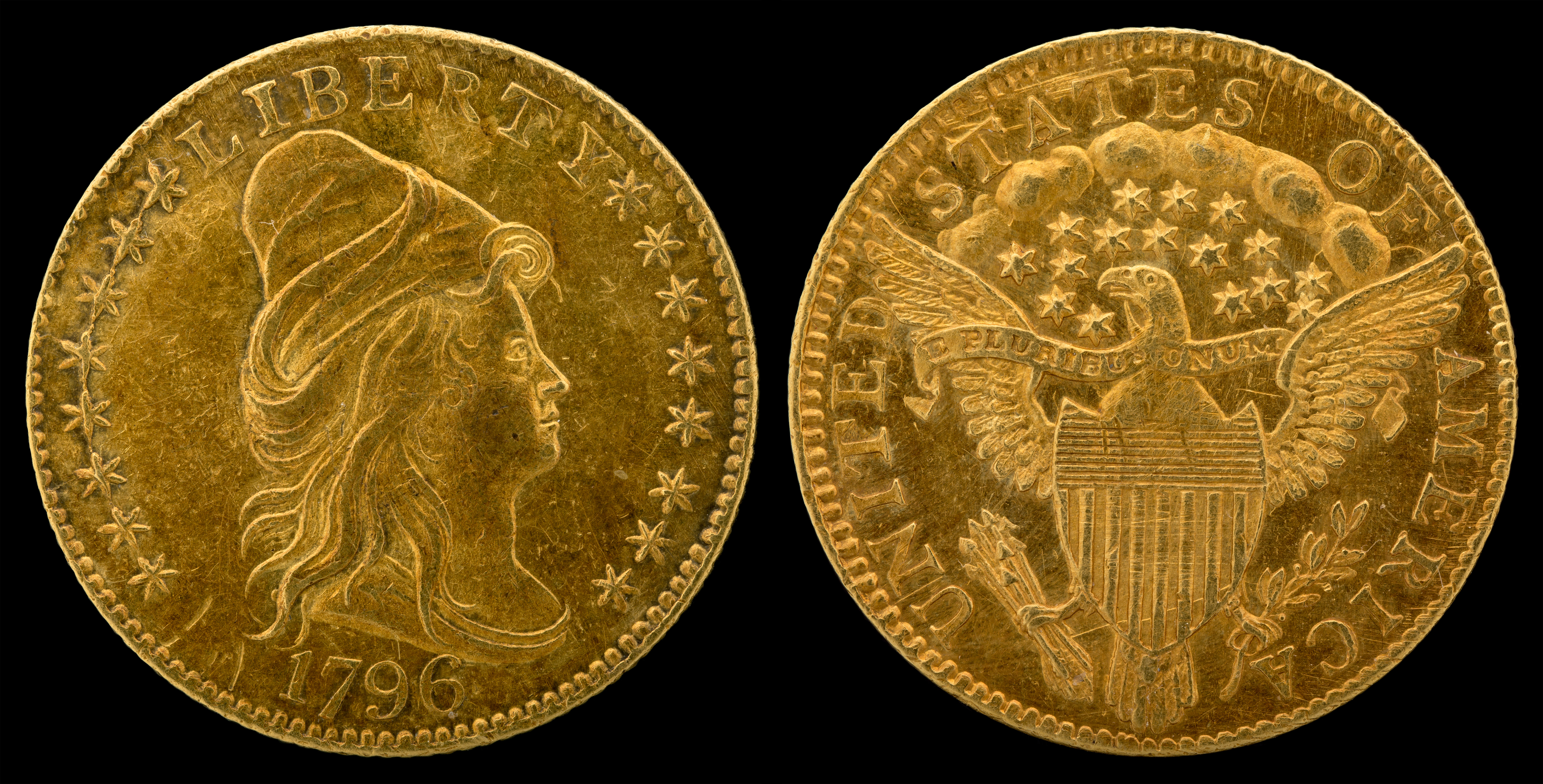
1796 ربع نسر

سكت فئة ربع النسر في دار السك الرئيسية في فيلادلفيا (1796-1929) ودور السك الفرعية في شارلوت (1838-1860) ونيو أورليانز (1839-1857 فقط) ودالونيجا (1839-1859) وسان فرانسيسكو (1854-1879) ودينفر (1911-1925). لقد قامزا بتخطي السنوات في دور سك العملة المختلفة ولم تصنع أي عملات معدنية على الإطلاق في الفترة من 1809 إلى 1820 ومن 1916 إلى 1924. بلغ وزن الإصدارات الأولى 67.5 grain (0.154 أونصة؛ 4.37 غ) عند دقة 0.9167. عدل هذا إلى 64.5 grain (0.147 أونصة؛ 4.18 غ) وبدرجة نقاء 0.8992 بموجب قانون سك العملة لعام 1834. أنشئ قانون العملات المعدنية لعام 1837 الذي صدر بعد ذلك بوقت قصير قيمة 0.900، مما يعني أن عملات ربع النسر لعام 1837 وما بعدها تحتوي على 0.121 أوقية ترويسية (0.133 أونصة؛ 3.8 غ) من محتوى الذهب.
سك عدد قليل نسبيًا من العملات المعدنية قبل عام 1834؛ بسبب محتواها العالي من الذهب (مما شجع على صهرها للحصول على محتواها من السبائك). وصدرت القضايا الأولى في عام 1796. قاموا بالتوقف رسميًا عن إصدار فئة ربع النسر في عام 1933 مع خروج الولايات المتحدة من معيار الذهب، مع أن آخر تاريخ إصدار كان في عام 1929.

## قائمة أنواع التصميم

### تمثال متوج
يُعرف أيضًا باسم "رأس العمامة" وقد صمم روبرت سكوت هذا التفسير للحرية التي ترتدي قبعة تشبه العمامة وسكت من عام 1796 إلى عام 1807، بإجمالي أقل من 20 ألف قطعة نقدية قاموا بسكها.
كان هناك ثلاثة أنواع من هذا التصميم. أولاً جاء تمثال نصفي مغطى في مواجهة الصنف الأيمن. وكان هناك نوعان من هذا التصميم أحدهما لا توجد نجوم على الوجه والآخر بنجوم على الوجه. أنتج الصنف "بدون نجوم" فقط في عام 1796 وبعدها استبدل بالنجوم. في عام 1808 أعاد جون رايش تصميم ليبرتي بحيث أصبح يرتدي قبعة تقليدية أكثر من العمامة. سك هذا التصميم في عام 1808 فقط ولكن في عام 1821 أعادت دار السك تصميم ربع النسر وأنتج مرة أخرى حتى عام 1827 وقلص حجمه قليلاً إلى 18.5 مليمتر (0.73 بوصة) من الأصل 20. ثم في عام 1829 قلص حجم ربع النسر مرة أخرى إلى 18.2 مليمتر (0.72 بوصة) وتميز بأحرف ونجوم أصغر حجمًا. وقد أنتجت هذه النسخة من التصميم حتى عام 1834.

## الرأس الكلاسيكي

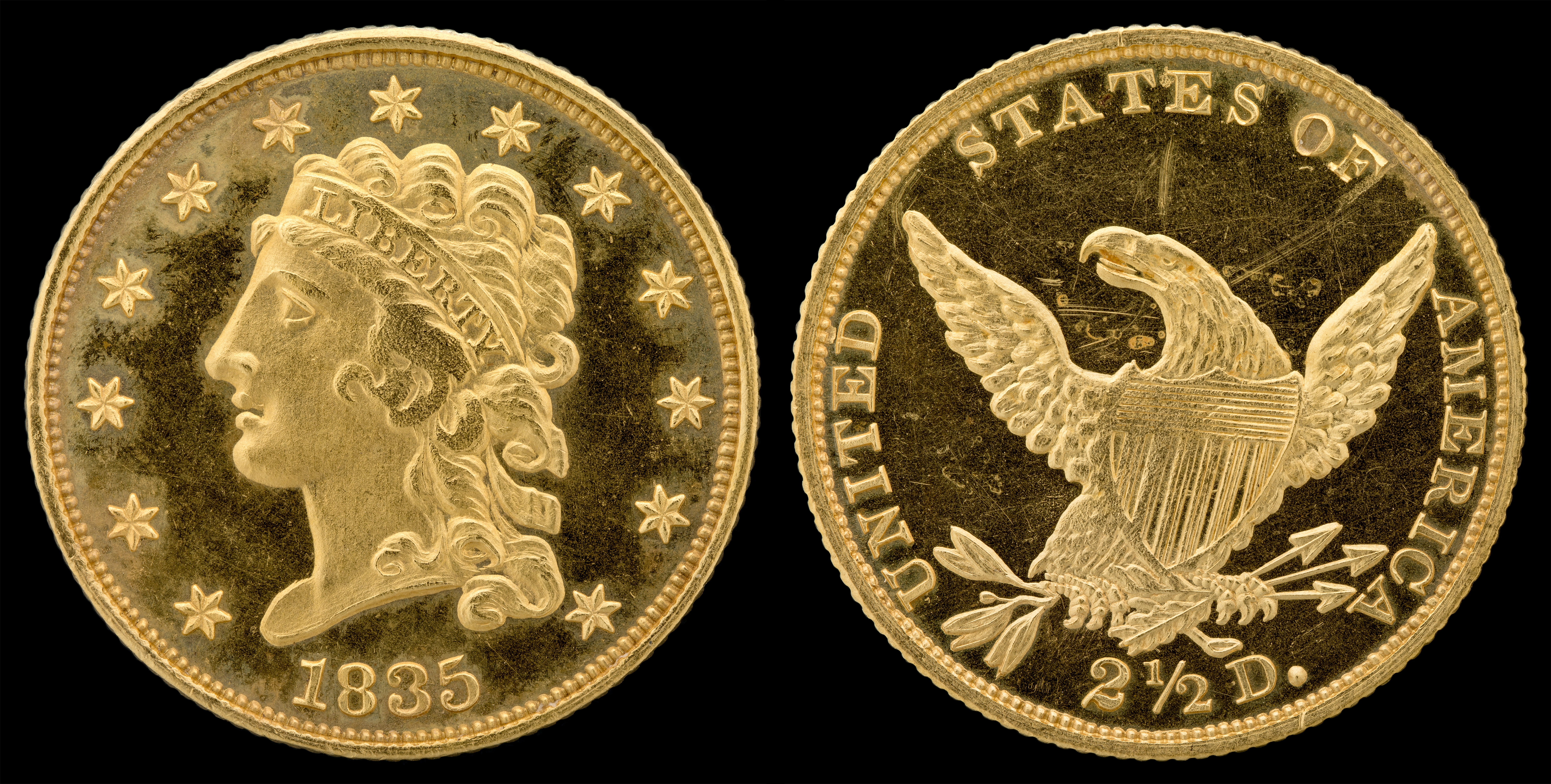
عملة ربع نسر "كلاسيك هيد" من عام 1835

صممت مجموعة "الرأس الكلاسيكي" على يد ويليام نياس والتي كانت تتميز بفتاة تقليدية مع شريط يربط شعرها الطويل المجعد. حذفت عبارة إي بليروبس يونيم من ظهر العملة المعدنية في هذا الصنف. في عام 1840 صمم تاج ورأس أصغر ليتوافق مع مظهر العملات الذهبية الأكبر حجمًا مما جعل تصميم الرأس الكلاسيكي قديمًا.
وقد أنتج تصميم الرأس الكلاسيكي من عام 1834 إلى عام 1839.

## رأس الحرية

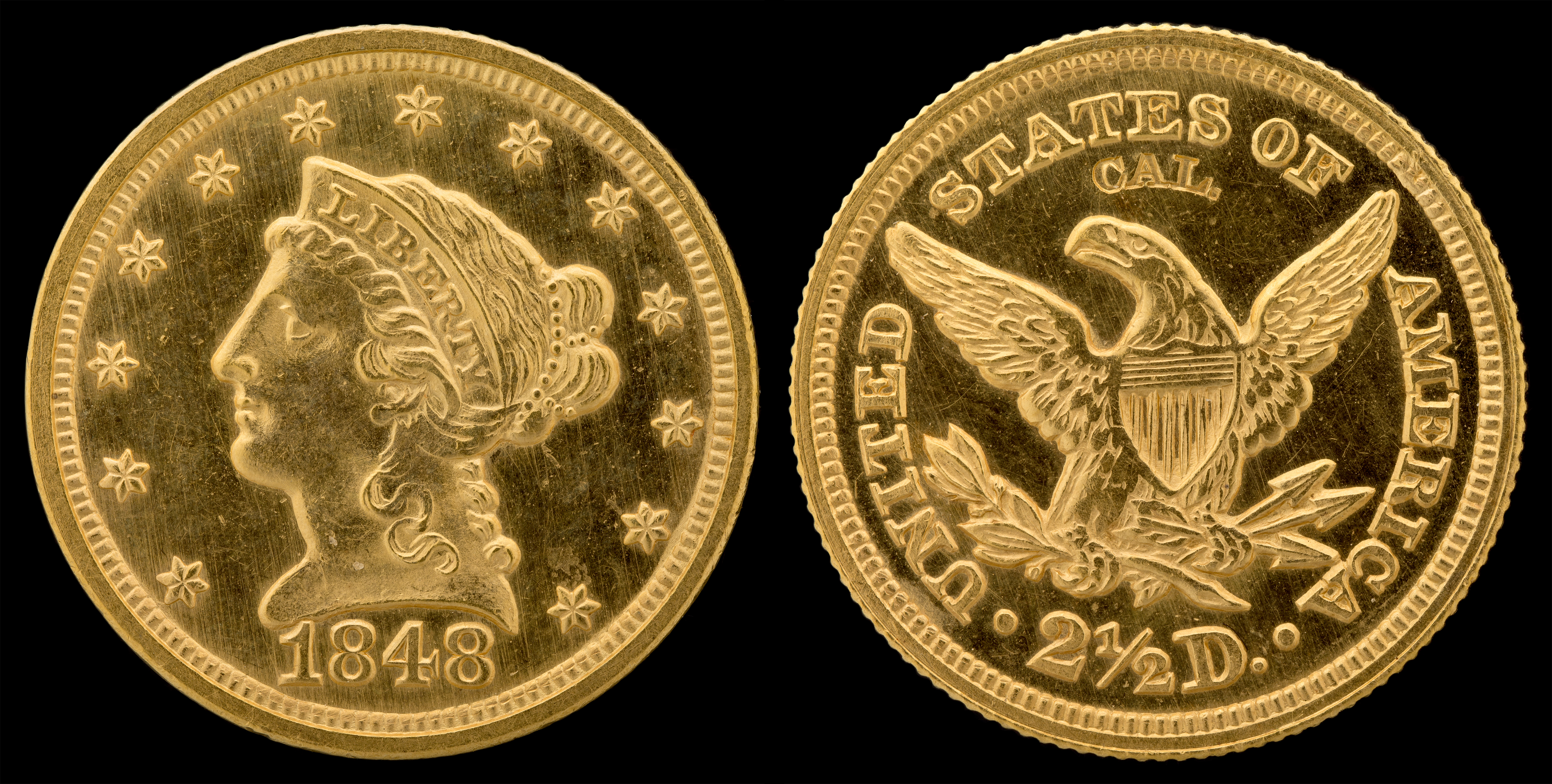
عملة "ليبرتي هيد" ربع دولار من عام 1848 تحمل علامة "سي إيه أل"

يُعرف رأس الحرية أيضًا باسم "رأس التاج" وقد صمم ليتناسب مع أنماط النسور الذهبية الأخرى التي كانت الحكومة تنتجها. صمم الليبرتي هيد كريستيان جوبريشت وأنتج بنجاح من عام 1840 إلى عام 1907 مما يجعله الأكثر شعبية والأطول من بين جميع التصميمات لربع النسر. ومثل سابقتها حذف هذا التنوع عبارة إي بليروبس يونيم من الخلف.
ومن التواريخ الجديرة بالملاحظة عام 1848 عندما أرسل العقيد آر بي ماسون -الحاكم العسكري لولاية كاليفورنيا- 230 أونصة من الذهب إلى وزير الحرب مارسي. وسلم الذهب إلى دار سك العملة وحول على الفور إلى أرباع النسور. العلامة المميزة سي إيه أل. نقشت فوق النسر الشعاري على الجانب الخلفي للعملة. وقد سكت 1,389 قطعة فقط من هذه العملات المعدنية وهي مطلوبة بشدة من قبل هواة الجمع. هناك العديد من العينات ذات الأسطح التي تشبه الإثبات والعملات المعدنية مطلوبة بشدة من قبل هواة الجمع حيث بيع أحد الأمثلة بمبلغ 402500 دولار في مزاد عام 2006.

## رأس هندي

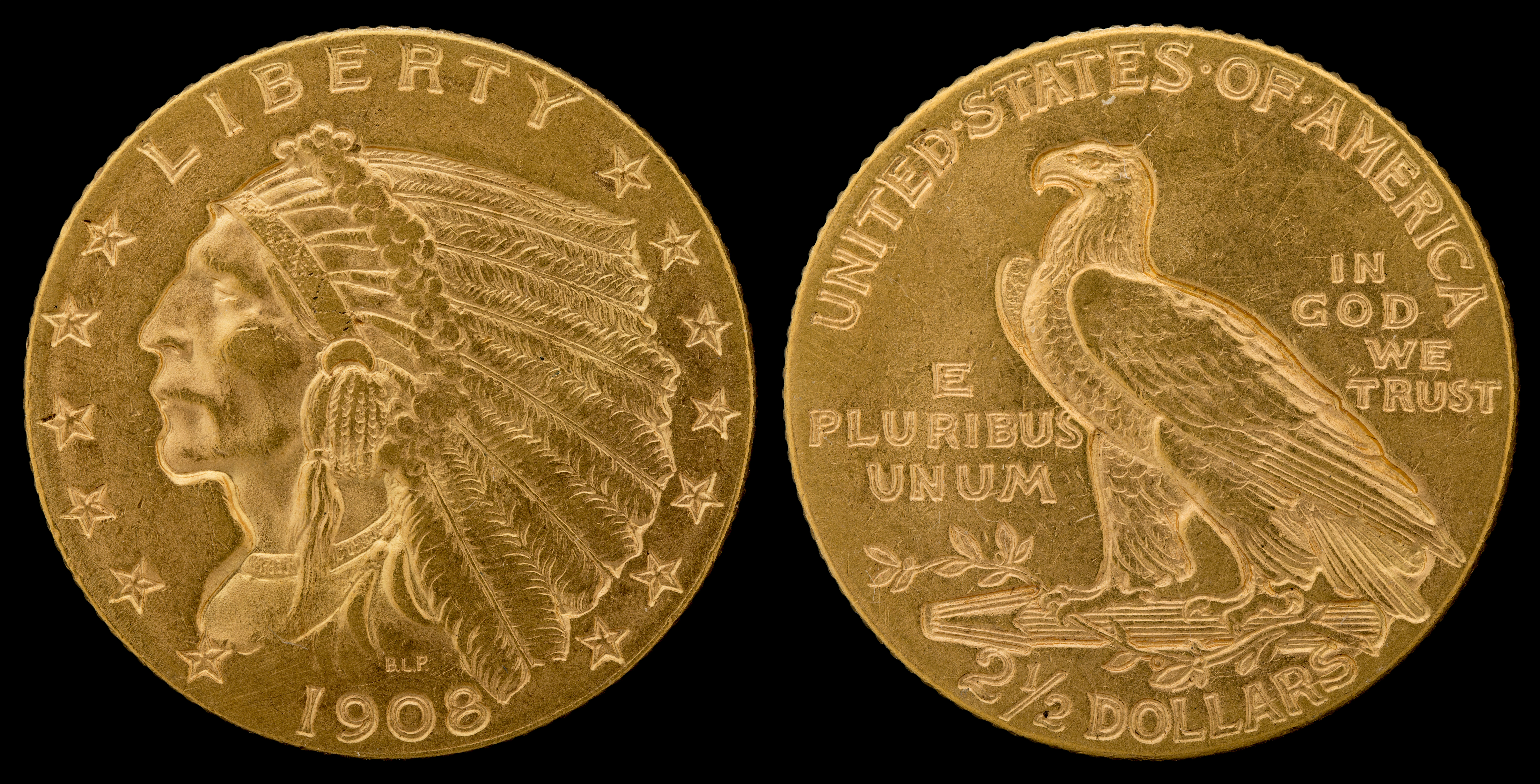
ربع رأس النسر الهندي لعام 1908

أنشئ تصميم "الرأس الهندي" وقطعة نصف النسر المماثلة بواسطة نحات بوسطن بيلا ليون برات. وكانت هذه العملة المعدنية بمثابة انطلاق عن أمثلة أخرى من العملات الأمريكية لأنها لم تكن تحتوي على حواف مرتفعة بل كانت تتميز بدلاً من ذلك بتصميم مغمور في اللوحة المعدنية. وكان لدى الجمهور نفور كبير من التصميم التجريبي وغير المعتاد. حيث كان الكثيرون يخشون أن الأسطح الغائرة قد تتجمع عليها الجراثيم بينما اعتقد آخرون أنها قبيحة ببساطة. لم يكن علماء العملات مهتمين بهذه العملة المعدنية. وقد أدى هذا إلى وجود عدد قليل من الأمثلة في حالة غير متداولة وظلت العملة المعدنية في طي النسيان لسنوات عديدة. مع ذلك وفي وقت لاحق أصبح هواة جمع العملات يعشقون التصميم الغريب ويقومون بالتعرف على العملة باعتبارها جزءًا من النهضة الإبداعية للعملات الأمريكية. وقد أنتج تصميم الرأس الهندي من عام 1908 إلى عام 1929. كما تزور في كثير من الأحيان.

## إصدارات تذكارية
اثنتان من العملات التذكارية المبكرة للولايات المتحدة هما ربع نسر. حيث أنتج 1915-أس لمعرض بنما والمحيط الهادئ في سان فرانسيسكو. وهو يصور الوجه الأمامي الحرية وهي تركب الحُصين بينما يظهر الوجه الخلفي نسرًا. بيعت 6,749 نسخة فقط. والأكثر شيوعًا هو إصدار عام 1926 الذي سك لإحياء ذكرى المعرض السنوي المائة والخمسين في فيلادلفيا. وبيع ما مجموعه 46,019 قطعة. كما يظهر الوجه الأمامي الحرية واقفة على الكرة الأرضية وتحمل شعلة وإعلان استقلال الولايات المتحدة بينما يظهر الوجه الخلفي قاعة الاستقلال. ومنذ استئناف سك العملات الذهبية التذكارية في عام 1984 لم تسك أي عملة من هذه الفئة.

### الفهرس
- Travers، Scott A. (2007). Scott Travers' Top 88 Coins to Buy and Sell: 44 Winners and 44 Losers. Random House Information Group. ص. 173. ISBN:9780375722219. اطلع عليه بتاريخ 2021-06-13.
- قالب:Yeoman-2014

## روابط خارجية
- ربع النسر الأمريكي حسب السنة والنوع. التاريخ والصور والمزيد.
- عملة تذكارية من فئة ربع نسر بنما-باسيفيك لعام 1915 (2.50 دولار)
- عملة ربع نسر بمناسبة مرور 1926 على مرور 150 عامًا (2.50 دولارًا)